# خدنگ مصری
خدنگ مصری (نام علمی: Herpestes ichneumon) نام یک گونه از تیره خدنگ است.